# Hermann Schmidt (Politiker, 1917)
Hermann Schmidt (* 6. Februar 1917 in Allendorf im Dillkreis; † 10. Februar 1983 in Würgendorf im Kreis Siegen-Wittgenstein) war ein deutscher Politiker (SPD). 
Er war von 1975 bis 1976 Parlamentarischer Staatssekretär beim Bundesminister der Verteidigung.

## Ausbildung und Beruf
Nach der Volksschule und der Berufsschule besuchte er die Außenhandelsschule und absolvierte eine kaufmännische Ausbildung. Nach der Kaufmanns- und Stenografenprüfung arbeitete er als Technischer Kaufmann, wurde im Jahr 1938 zum Reichsarbeitsdienst eingezogen und nahm als Soldat am Zweiten Weltkrieg teil. Nach Entlassung aus der Kriegsgefangenschaft wurde er 1946 Geschäftsführer der Westfälischen Rundschau in Siegen und war ab 1952 als Prokurist bei der Stahlwerke Südwestfalen AG tätig.

## Partei
Schmidt war vor 1933 Mitglied im Reichsbanner Schwarz-Rot-Gold, trat nach dem Krieg der SPD bei und wurde im Jahr 1946 Vorsitzender der SPD Würgendorf. Von 1949 bis 1973 war er Vorsitzender des Unterbezirks Siegen-Wittgenstein.
Nachdem im Jahr 1968 der Siegener Alfons Groß, vormaliger Hauptscharführer der Waffen-SS, im Mauthausen-Gusen-Prozess vom Landgericht Hagen wegen eines Tötungsverbrechens zu mehrjähriger Haft verurteilt worden war, intervenierte Schmidt gemeinsam mit dem Oberbürgermeister der Stadt Siegen Hans Reinhardt mit dem Ziel einer Begnadigung von Groß, die der Justizminister, ihr Parteifreund Josef Neuberger, jedoch ablehnte.

## Abgeordneter
Schmidt zog 1948 in den Kreistag von Siegen ein und amtierte von 1956 bis 1958 sowie von 1964 bis 1975 als Landrat des Kreises Siegen. Nach der kommunalen Neugliederung war er bis 1983 Landrat des neugeschaffenen Kreises Siegen-Wittgenstein.
Er gehörte vom 5. Juli 1950 bis zum 3. Oktober 1961 dem Landtag von Nordrhein-Westfalen an und war dort 1957 bis 1958 stellvertretender Vorsitzender im Ausschuss für Verfassungsbeschwerden.
Von 1961 bis zu seinem Tode war Schmidt Mitglied des Deutschen Bundestages. Hier war er von 1969 bis 1972 stellvertretender Vorsitzender und von 1972 bis 1975 Vorsitzender des Verteidigungsausschusses des Bundestages. 
Hermann Schmidt war 1965 über die Landesliste Nordrhein-Westfalen und sonst stets als direkt gewählter Abgeordneter des Wahlkreises Siegen-Wittgenstein in den Bundestag eingezogen.

## Öffentliche Ämter
Am 19. März 1975 wurde Schmidt als Parlamentarischer Staatssekretär beim Bundesminister der Verteidigung in die von Bundeskanzler Helmut Schmidt geführte Bundesregierung berufen. Einen Tag später erhielt er seine Ernennungsurkunde von Verteidigungsminister Georg Leber. In den Nachwehen der „Rudel-Affäre“ im November 1976 geriet Schmidt zunehmend in die Kritik der Medien. Er schied am 16. Dezember 1976 aus dem Amt. 
Schmidt war Oberst d.R. des Heeres und absolvierte diverse Wehrübungen. Sein besonderes Interesse galt dem militärischen Nachrichtenwesen und der Fernmeldeaufklärung. Er unterstützte wesentlich – besonders als Parlamentarischer Staatssekretär im BMVg – die Planung und den Aufbau des Amtes für Nachrichtenwesen der Bundeswehr (ANBw).